# Sint-Giragoskathedraal
De Sint-Giragoskathedraal (Armeens: Սուրբ Կիրակոս եկեղեցի) is een in 1371 gebouwd Armeens-apostolisch kerkgebouw in de Turkse stad Diyarbakır. Na een restauratie van de kerkruïne werd het gebouw op 22 oktober 2011 weer heropend. Het betreft de grootste Armeense kerk van het Nabije Oosten.

## Geschiedenis
De kathedraal werd in 1371 gebouwd. Tijdens de volkerenmoord op de Armeniërs in de jaren 1915-1916 werd de kerk gesloten en de 29 meter hoge kerktoren gesloopt. Tot 1918 werd de kathedraal ter beschikking gesteld aan het Duitse leger als oostelijk hoofdkwartier. Later, ook na de stichting van de Republiek Turkije in 1923, deed het kerkgebouw dienst als warenhuis en fabriek.
Voor de moordpartijen in 1894-1896 en met name in 1915-1916 kende Diyarbakir een grote Armeense gemeenschap. De meesten van hen waren ambachtslieden en handelaren. Onder het bestuur van gouverneur Mehmed Reschid, ook bekend als de Slager van Diyarbakir, werden duizenden Armeense en Assyrische christenen buiten de stadsmuren gejaagd en afgeslacht. De overlevenden, vooral vrouwen en weeskinderen, trokken naar kampen in de Syrische woestijn. In de jaren 1920 en 1930 verhuisden de overlevende Armeniërs uit de dorpen en steden van de provincie naar Diyarbakir om er een nieuwe, kleine gemeenschap te vormen.
In de jaren 1960 volgde de teruggave van de kathedraal aan de Armeense gemeente. Door een langdurig ingezet emigratieproces in de jaren 1970 en 1980 stierf de Armeense gemeenschap van Dyarbakir echter langzaam uit. In de jaren 1980 leefden noch slechts circa 30 Armeense families in de omgeving van de kerk, die plaatselijk bekendstond als de ongelovigenwijk. In 1980 werden de laatste eredienst in de kerk gevierd.
Ondanks de inspanningen van de in de diaspora levende Armeense gemeente uit Dyarbakir viel het kerkgebouw steeds meer aan verval ten prooi. Het keerpunt vormde de oprichting van een stichting in 2009 door in Istanboel wonende maar uit Dyarbakir afkomstige Armeniërs. Deze stichting, die onder protectie stond van het Patriarchaat van Constantinopel, streefde naar de wederopbouw van de kerk en de teruggave van de geroofde grond van de kerk. Het gebouwencomplex met een oppervlak van meer dan 3200 m² omvatte naast de kerk de behuizing van de geestelijkheid, kapellen en een school.
De gemeente Diyarbaikir, bestuurd door de Koerdische Partij voor Vrijheid en Democratie (BDP), droeg genereus voor een derde deel in de kosten van de wederopbouw bij. De kerk werd onder grote belangstelling van Armeniërs uit de diaspora in 2011 heropend. De drukbezochte kerk herbergt ook een Armeens museum.